# Trachea atritornea
Trachea atritornea är en fjärilsart som beskrevs av George Francis Hampson 1908. Trachea atritornea ingår i släktet Trachea och familjen nattflyn. Inga underarter finns listade i Catalogue of Life.